# Commissioner's Trophy
Commissioner's Trophy byla trofej každoročně udělována nejlepšímu hlavnímu trenérovi působícím v IHL, který přispěl nejvíce k úspěchu svého týmu.

## Vítěz
| J. P. McGuire Trophy | J. P. McGuire Trophy           | J. P. McGuire Trophy    |
| Sezóna               | Trenér                         | Tým                     |
| -------------------- | ------------------------------ | ----------------------- |
| 1984–85              | Pat Kelly                      | Peoria Rivermen         |
| 1984–85              | Rick Ley                       | Muskegon Lumberjacks    |
| 1985–86              | Rob Laird                      | Fort Wayne Komets       |
| 1986–87              | Wayne Thomas                   | Salt Lake Golden Eagles |
| 1987–88              | Rick Dudley                    | Flint Spirits           |
| 1988–89              | Blair MacDonald & Phil Russell | Muskegon Lumberjacks    |
| 1989–90              | Darryl Sutter                  | Indianapolis Ice        |
| 1990–91              | Bob Plager                     | Peoria Rivermen         |
| 1991–92              | Kevin Constantine              | Kansas City Blades      |
| 1992–93              | Al Sims                        | Fort Wayne Komets       |
| 1993–94              | Bruce Boudreau                 | Fort Wayne Komets       |
| 1994–95              | Butch Goring                   | Denver Grizzlies        |
| 1995–96              | Butch Goring                   | Utah Grizzlies          |
| 1996–97              | John Van Boxmeer               | Long Beach Ice Dogs     |
| 1997–98              | John Torchetti                 | Fort Wayne Komets       |
| 1998–99              | Dave Tippett                   | Houston Aeros           |
| 1999–00              | Guy Charron                    | Grand Rapids Griffins   |
| 2000–01              | Peter Horachek                 | Orlando Solar Bears     |